# Бекерел
Бекерел (енгл. becquerel; симбол: Bq) изведена је јединица СИ система која се дефинише као активност количине радиоактивног материјала где се једно језгро распада у секунди. Бекерел је, стога, еквивалентан s-1. Старија јединица радиоактивности је била кири (Ci), дефинисана као 37×109 бекерела или 37 GBq.
Назван је по Анрију Бекерелу, који је делио Нобелову награду с Маријом Кири због њиховог рада у откривању радиоактивности.
За фиксирану масу радиоактивног метала, број бекерела се мења временом. Под неким околностима, количине радиоактивног материјала су дате после неког времена за подешавање. На пример, може да се узме десетодневна подешена цифра, тј. количина радиоактивности која ће и даље бити присутна после десет дана. Ово склања нагласак са кратковековних изотопа.
Намеравало се да се бекерел користи у СИ-ју, уместо реципрочне секунде, као јединица мерења активности. Ово је посебно уведено због опасности по људско здравље које могу да проистекну услед грешака везане за реципрочну секунду. Користећи бекерел, активнији извор има већи број (па је и опасније). Користећи 1/s или s као секунду може да доведе до конфузије.

## Дефиниција
1 Bq = 1 s−1
Уведен је посебан назив за реципрочну секунду (s−1) која представља радиоактивност да би се избегле потенцијално опасне грешке са префиксима. На пример, 1 µs−1 би значило 106 дезинтеграција у секунди: 1·(10−6 s)−1 = 106 s−1, док би 1 µBq значило 1 дезинтеграцију у 1 милион секунди. Друга разматрана имена су херц (Hz), посебан назив који се већ користи за реципрочну секунду, и фурије (Fr). Херц се сада користи само за периодичне појаве. Док је 1 Hz 1 циклус у секунди, 1 Bq је 1 апериодични радиоактивни догађај у секунди.
Греј (Gy) и бекерел (Bq) су уведени 1975. године. Између 1953. и 1975. године, апсорбована доза се често мерила у радовима. Активност распада је мерена у киријима пре 1946. и често у радерфордима између 1946. и 1975. године.

## Велика слова и префикси јединица
Као и код сваке јединице међународног система јединица (СИ) која је названа по особи, прво слово њеног симбола је велико (Bq). Међутим, када је СИ јединица написана, она увек треба да почиње малим словом (бекерел) - осим у ситуацији када би било која реч на тој позицији била написана великим словом, на пример на почетку реченице или у материјалу који користи насловни формат.
Као и свака СИ јединица, Bq може имати префикс; Често коришћени вишекратници су kBq (килобекерел, 103 Bq), MBq (мегабекерел, 106 Bq, еквивалентно 1 ратерфорду), GBq (гигабекерел, 109 Bq), TBq (терабекерел, 1012 Bq) и PBq (петабекерел, 1015 Bq). Велики префикси су уобичајени за практичну употребу јединице.

## Прорачун радиоактивности
За дату масу {\displaystyle m} (у грамима) изотопа са атомском масом {\displaystyle m_{\text{a}}} (у g/mol) и време полураспада од {\displaystyle t_{1/2}} (у s), радиоактивност се може израчунати помоћу:
{\displaystyle A_{\text{Bq}}={\frac {m}{m_{\text{a}}}}N_{\text{A}}{\frac {\ln 2}{t_{1/2}}}}
Где је {\displaystyle N_{\text{A}}} = 6,02214076×1023 mol-1, Авогадрова константа.
Како је {\displaystyle m/m_{\text{a}}} број молова ({\displaystyle n}), количина радиоактивности {\displaystyle A} се може израчунати помоћу израза:
{\displaystyle A_{\text{Bq}}=nN_{\text{A}}{\frac {\ln 2}{t_{1/2}}}}
На пример, у просеку сваки грам калијума садржи 117 микрограма 40K (сви остали природни изотопи су стабилни) који има {\displaystyle t_{1/2}} од 1,277×109 година = 4,030×1016 s, и има атомску масу од 39,964 g/mol, тако да је количина радиоактивности повезана са грамом калијума 30 Bq.

## Примери
За практичне примене, 1 Bq је мала јединица. На пример, отприлике 0,0169 g калијума-40 присутног у типичном људском телу производи приближно 4400 дезинтеграција у секунди или 4,4 kBq активности.
Глобални инвентар угљеника-14 се процењује на 8,5×1018 Bq (8,5 EBq, ексабекерела). Процењује се да је нуклеарна експлозија у Хирошими (експлозија од 16 kt или 67 TJ) произвела 8×1024 Bq (8 YBq, 8 јотабекерела) радиоактивних фисионих продуката у атмосферу.
Ови примери су корисни за поређење количине активности ових радиоактивних материјала, али их не треба мешати са количином изложености јонизујућем зрачењу коју ови материјали представљају. Ниво изложености, а самим тим и примљена апсорбована доза су оно што треба узети у обзир приликом процене ефеката јонизујућег зрачења на људе.

## Релација са киријом
Бекерел је наследио кирија (Ci), једну старију, не-СИ јединицу радиоактивности засновану на активности 1 грама радијума-226. Кири је дефинисан као 3,7×1010 s−1, или 37 GBq.
Фактори конверзије:
1 Ci = 3,7×1010 Bq = 37 GBq
1 μCi = 37.000 Bq = 37 kBq
1 Bq = 2,7×10−11 Ci = 2,7×10−5 µCi
1 MBq = 0,027 mCi